# Concours de tee-shirts mouillés

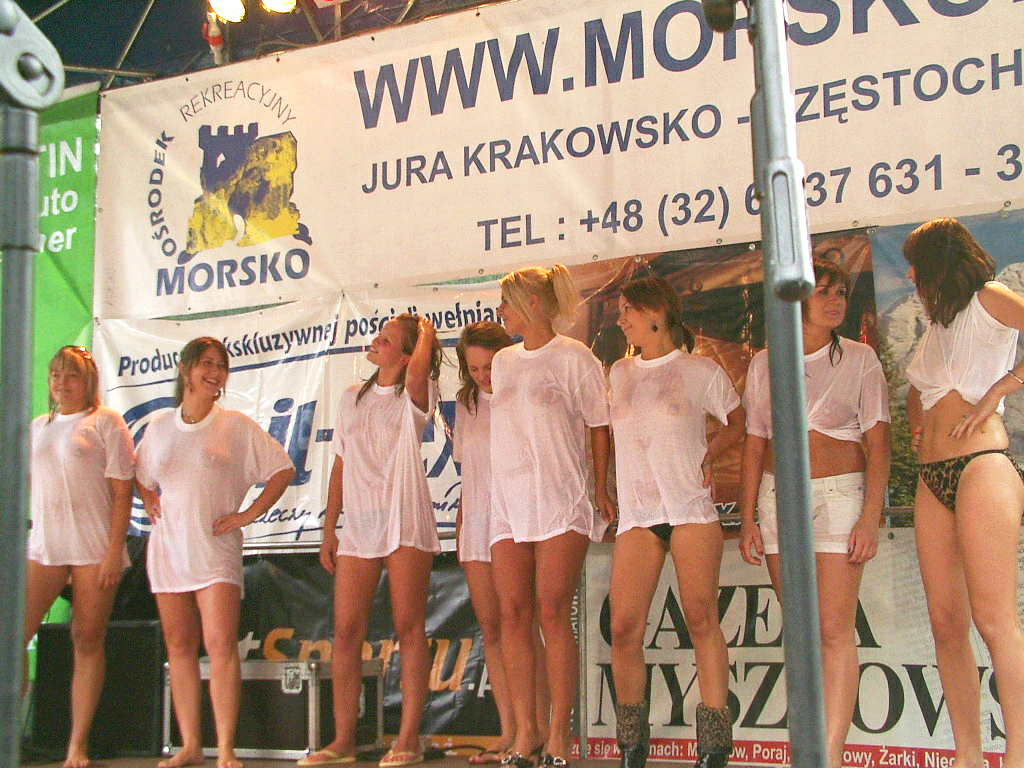
Participantes d'un concours de tee-shirts mouillés

Un concours de tee-shirts mouillés est une attraction pratiquée habituellement dans les bars ou discothèques, au cours de laquelle des spectateurs (ou un jury) élisent la plus attirante des participantes portant, sans soutien-gorge, un tee-shirt blanc ou de couleur claire aspergé d'eau. Le tissu mouillé colle à la peau, épousant la forme des seins, et devient translucide, rendant les seins visibles.
Le liquide utilisé pendant les concours de tee-shirts mouillés peut être glacé afin de susciter une érection des mamelons. Les participantes peuvent aussi être incitées à se débarrasser complètement du vêtement trempé.
Des concours impliquant des participants masculins existent également.

## Origines
Les concours de tee-shirts mouillés auraient pour origine une apparition de Jacqueline Bisset dans la première séquence des Grands Fonds (titre original : The Deep), film sorti en 1977, où on la voit nager sous l'eau, puis émerger en portant un maillot de bain échancré et un tee-shirt trempé.
Depuis, parmi les personnes les plus célèbres ayant porté des tee-shirts mouillés, citons Kylie Minogue pour la promotion d'un disque, Claudia Schiffer pour un casting, Nathalie Cardone pour le clip vidéo Populaire, Cindy Crawford, Stephanie Seymour, Estella Warren, Vida Guerra.